# アットローン
アットローン株式会社（英: At-Loan Co., Ltd.）は、かつて存在した銀行系消費者金融会社である。三井住友フィナンシャルグループ傘下。プロミス（現・SMBCコンシューマーファイナンス）の連結子会社であった。

## 概説
2000年1月に、さくら銀行が60%。住友銀行、エーエムピーエムジャパン、三洋信販、日本生命保険の各社が10%を出資しさくらローンパートナー株式会社として設立。同年7月から@Loanとして事業を開始した。翌年4月1日、さくら銀と住友銀との合併によって、三井住友銀が発足後、社名をアットローン株式会社に変更した。
銀行系消費者金融会社としては最先発であり、ITの活用によるセンター集中化と統計分析を駆使した審査モデルにより少人数でのローコスト運営を図り、既存の消費者金融会社よりも低金利で商品を提供した上で、ミドルリスク層あるいはローリスク層のニーズを開拓していくことをビジネスモデルとしていた。
電話・インターネット・郵送・FAXの申込書での申込の他に、一部のam/pm店内や三井住友銀のATMコーナー内に設置されているローン契約機（当初は「@Loan BoX」）でも申込とカードの発行が出来、カードを受け取り次第、最寄りの@BANKか三井住友銀ATMでの出金を可能としていた。2000年末までに@Loan BoXを300台設置し、2004年9月には融資残高も1000億円を超えていた。その後、ジャパンネット銀行の無担保ローンの保証業務にも進出したが、2004年に入り三井住友FGとプロミスの資本業務提携締結に伴い、三洋信販は保有株式を三井住友銀に売却した。さらに後年、プロミスが株式の50.0001%を取得するなど資本構成に変化が生じた。
親会社のプロミスとは、貸付利率を低め（実質年利9.5 - 18%）に設定することで差別化を図り、共存していたが、最高裁判決に伴う過払い金返還請求が相次いだうえ、貸金業法改正によるグレーゾーン金利の廃止で、プロミスがグレーゾーン金利以下に利率を引き下げた（実質年利7.9 - 17.8%）。これによって差別化が難しくなったほか、プロミスの業績悪化もあり、アットローンがプロミスに吸収合併される方向で三井住友銀との協議が行われ、2011年4月1日付でプロミスに吸収された。また合併に先立ち、2010年5月31日をもって新規受付を終了したほか、三井住友銀の店舗内に設置されているローン受付機も同年6月6日に営業を終了した。

## 2005年4月18日以降の発行形態
2005年4月18日に三井住友銀・プロミスと個人向けローンに関する協業体制が開始され、同行支店内に3社合同のローン申込機が設置された。この日以降の契約で発行された赤色のカードではプロミスの保証が必要となり（現行の「三井住友銀行カードローン」も同様）、それ以前に契約したもの（シルバーのカード）では提携先ATM、コールセンターなどが異なる事態となった。例えば、シルバーのカードでは親会社のプロミスのATMが当初使用不可（現在は可能）など。なお、2006年1月以降シルバーのカード会員については赤いカードへの切換えが行われた。同年4月に、シルバーのカード会員向けに提供されていたMy@Loanサービスが停止し、会員サービスに切り替わった。

## イメージキャラクター
テレビCMは当初から2004年度までユースケ・サンタマリアが、2005年度からは高橋克典と滝沢沙織が、2008年度からは大塚寧々が出演していた。